# Idiomacromerus nitens
Idiomacromerus nitens är en stekelart som först beskrevs av Boucek 1982.  Idiomacromerus nitens ingår i släktet Idiomacromerus och familjen gallglanssteklar. Inga underarter finns listade i Catalogue of Life.